# Apple Brook
Pour les articles homonymes, voir Brook.
Apple Brook, née le 20 janvier 1931 et morte le 6 janvier 2023, est une actrice britannique qui joue le rôle du professeur Gobe-Planche dans Harry Potter et l'Ordre du Phénix.

## Filmographie
- 2007 : Harry Potter et l'Ordre du Phénix de David Yates